# 三重県立名張高等学校
三重県立名張高等学校（みえけんりつ なばりこうとうがっこう）は、三重県名張市に所在する公立の高等学校。地元での通称は「張高（ばりこう）」。

## 設置学科
全日制課程
- 総合学科
  - 人文系列
  - 科学系列
  - スポーツ系列
  - 商業系列
  - 生活デザイン系列
  - 芸術メディア系列

定時制課程
- 普通科

## 概要
平成15年より同じ市内の名張桔梗丘高校とともに学力向上フロンティアハイスクール事業指定を受けており、取り組みは県教育委員会で副知事杯を受賞。

クラブ活動の加入率が高まったことによりAO入試・推薦入試の事由が増えた。

## 沿革
- 1916年（大正 5年）　郡立名賀農学校として発足
- 1922年（大正11年）　三重県立名賀農学校と改組・改称
- 1922年（大正11年）　名張町立実科高等女学校設立
- 1927年（昭和 2年）　名張町立実科高等女学校が三重県立名張高等女学校に改組・改称
- 1948年（昭和23年）　名張高等女学校と名賀農学校が統合されて三重県名張高等学校（普通科・畜産科・農業科）となる。
- 1949年（昭和24年）　家庭科を設置
- 1950年（昭和25年）　商業科を設置
- 1955年（昭和30年）  三重県立名張高等学校に改称。
- 1973年（昭和48年）　普通科、農業学科を募集停止。普通科を実質名張桔梗丘高校へ分割し、農業学科を実質上野農業高校へ統合。
- 1984年（昭和59年）　普通科を再度設置
- 1991年（平成 3年）　会計科を設置
- 2002年（平成14年）　普通科・情報ビジネス科・会計科・生活デザイン科を統合し、総合学科とする
- 2004年（平成16年）　普通科・情報ビジネス科・会計科・生活デザイン科が閉科
- 2019年（平成31年）　柔道部入部希望者について、前期4名、後期4名の県外入学枠を設定[1]。

## 部活動
運動部では柔道部が有名で、近畿・東海エリアでも強豪としての地位を昨今確立している。個人・団体とも全国大会への出場を果たしている。文化部では近年、放送部が力をつけており、連続して全国大会に出場している。地域と学校のニュース番組「なばテレ！」を制作する国内初の取り組みも行っている。

### 運動部
剣道、硬式テニス、軟式テニス、サッカー、柔道、ソフトテニス、ソフトボール、卓球、バスケットボール、バレーボール、ハンドボール、野球、新体操

### 文化部
吹奏楽、新聞、美術、茶華道、ワープロ、放送、ＩＴ簿記、漫画研究会、図書、ＥＳＳ、ヒューマンライツ

## 教育の特色
生活デザイン系列は名張牛汁協会の依頼を受けて2015年（平成27年）12月に名張牛汁の新メニューの開発を行った。校内選考を経て3点がコンテストに出品され、「洋の牛汁」が優勝し、2016年（平成28年）4月9日の「名張桜まつり」で限定200食が販売された。

## 進路・進学
部活動を3年間続けることによって推薦条件を取り付ける推薦入試やAO入試に期待する生徒が多い。卒業後就職する生徒も多い。

## 主な卒業生
- 亀井利克（名張市長）
- 稲澤真人（柔道家）
- 宮﨑優（女優）

## 交通アクセス
- 近鉄大阪線名張駅徒歩10分